# 丁建华
丁建华（1953年—），女，祖籍山东诸城，生于上海，上海电影译制厂配音演员与译制导演，一级演员，同济大学兼职教授。先后在近二百部译制片中担任主要配音及导演。配音代表作包括《茜茜公主》、《追捕》、《天书奇谭》、《廊桥遗梦》、《哈利·波特》等。

## 生平
丁建华祖籍山东诸城林家村镇，1953年出生在上海一个部队大院的干部家庭中，父亲是山东南下的部队干部，母亲是上海本地人。1971年，丁建华参加中国人民解放军任东海舰队文工团演员。
1976年，丁建华报考上海电影译制厂，乔榛将其招入，成为配音演员。她在日本影片《追捕》中为女主人公真由美配音，使她一夜成名，家喻户晓，并很快成为国家一级演员。自1980年代初以来，她还在译制厂老厂长、译制导演陈叙一的影响和指导下，学会了做译制导演的工作。

## 配音代表作
| 影片             | 年份         | 角色        | 演员            |
| ---------------- | ------------ | ----------- | --------------- |
| 《茜茜公主》     | 1955年       |             | 罗密·施奈德     |
| 《追捕》         | 1976年       | 远波真由美  | 中野良子        |
| 《卡桑德拉大桥》 | 1976年       | 珍妮弗      | 索菲亚·罗兰     |
| 《九色鹿》       | 1981年       | 九色鹿      | （动画片）      |
| 《天书奇谭》     | 1982年       | 蛋生        | （动画片）      |
| 《廊桥遗梦》     | 1995年       | 弗朗西斯卡  | 梅丽尔·斯特里普 |
| 《哈利·波特》    | 2001－2011年 | 米勒娃·麦格 | 玛吉·史密斯     |

## 荣誉
丁建华曾获中国电影“华表奖”、“金鸡奖”、“上海青年艺术十佳”以及中国电影表演艺术学会“学会奖”、“我最喜爱的女配音演员”称号、中国文学作品广播金奖、“电影百年百位优秀电影艺术家”称号。
丁建华是享受国务院专家特殊津贴的国家一级演员、中国影协理事、中国电影基金会理事、中国电影表演学会理事、上海电影家协会理事、上海电影译制厂配音艺术学校校长。

## 评价
由于日本电影《追捕》在中国的热映，片中女主角真由美的扮演者中野良子来中国时，享受到了在日本都享受不到的待遇。因此她专门写文章感谢丁建华，感谢她把自己带到了中国。
2004年，《廊桥遗梦》女主角梅丽尔·斯特里普来到中国，观看了丁建华配音的中文版《廊桥遗梦》片段后，对丁建华说：“没有你的声音，就没有弗朗西斯卡在中国的活力。”
丁建华曾与表演艺术家孙道临录制广播剧，录完之后，导演虽有意见，但顾忌孙道临的声望不敢提。这时，丁建华将意见说了出来，得到了孙道临的表扬，并让大家向丁建华学习。